# Островське (Миколаївський район)
Остро́вське — село в Україні, у Сухоєланецькій сільській громаді Миколаївського району Миколаївської області. Населення становить 97 осіб.

## Географія
Селом тече Балка Тернівка.

## Населення
Згідно з переписом УРСР 1989 року чисельність наявного населення села становила 77 осіб, з яких 33 чоловіки та 44 жінки.
За переписом населення України 2001 року в селі мешкало 97 осіб.

### Мова
Розподіл населення за рідною мовою за даними перепису 2001 року:
| Мова       | Відсоток |
| ---------- | -------- |
| українська | 89,69 %  |
| російська  | 8,25 %   |
| білоруська | 2,06 %   |